# 中川政七商店

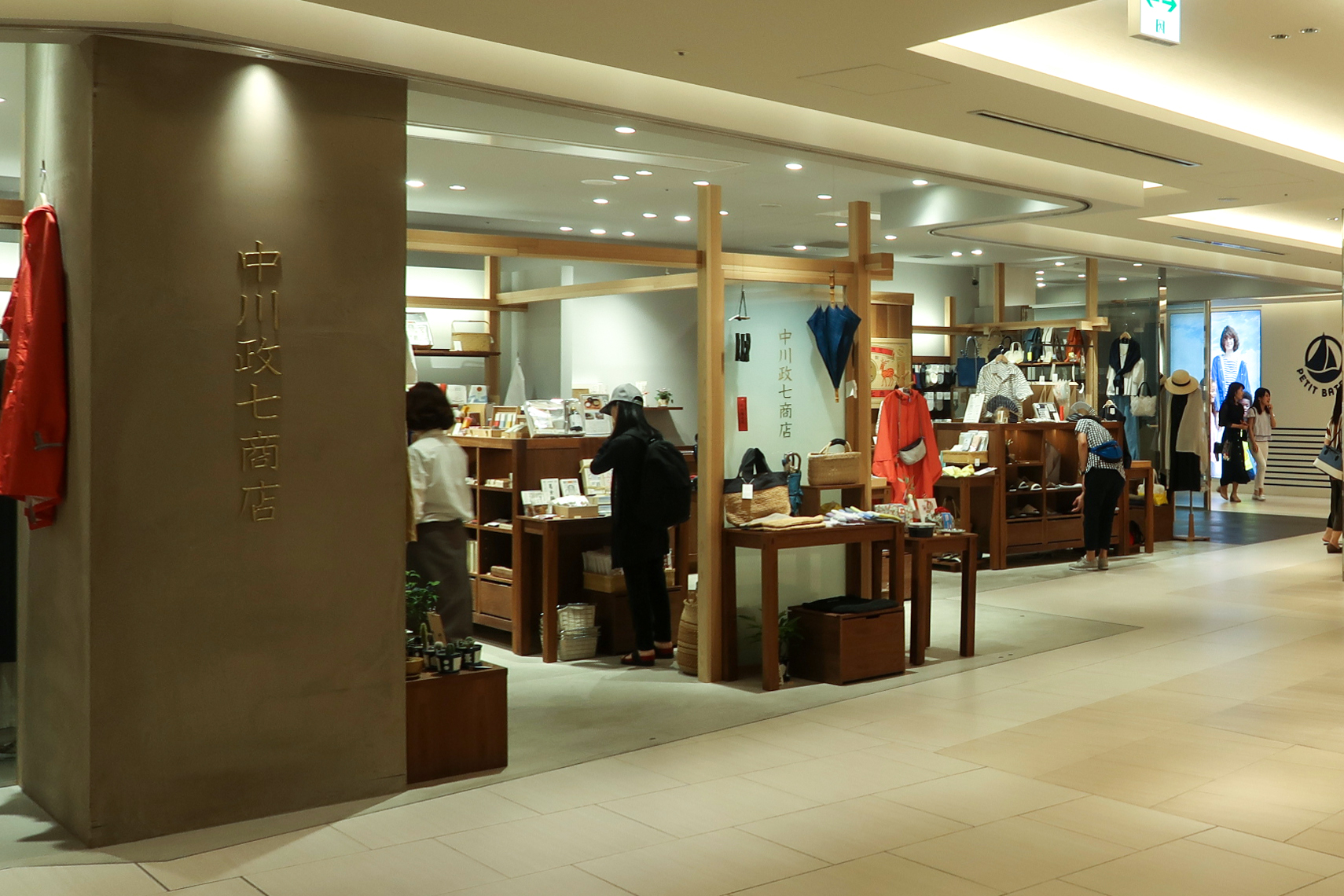
GINZA SIX中川政七商店

株式会社中川政七商店（なかがわまさしちしようてん）は、生活雑貨工芸品の製造小売業。工芸メーカーへのコンサルティング業も行っている（2009年から）。
享保元年（1716年）に現在の奈良県で創業した。
「日本の工芸を元気にする！」とし、工芸品に関わる他のメーカーや産地が補助金に頼らずに黒字経営化し、経済的な自立や工芸メーカーとしての物作りの誇りを取り戻すことを目標に掲げている。

## 沿革
- 1716年（享保元年） - 中屋喜兵衛（初代）が奈良晒の問屋業を創立[7][6][8]。
- 1898年（明治31年） - 三越を通じて奈良晒が宮内省（現・宮内庁）御用達に指定される[6][9][8]。
- 1912年（大正元年） - 中川政七（10代）が機場と晒工場を創建。奈良晒の製造卸として事業を再建した[8]。
- 1925年（大正14年） - パリ万国博覧会[10]に麻織物のハンカチーフを出展する[6]。
- 1939年（昭和14年） - 合資会社中川政七商店を設立する[6]。昭和58年（1983年）には株式会社となる[6]。
- 1953年（昭和28年） - 高度経済成長を背景に、中川巖吉（11代）が生産拠点を国内から韓国、中国へ移転 [8]。
- 1973年（昭和48年） - 中川巌雄（12代）が茶道具業界へ参画し、取扱商品を増加した [8]。
- 1983年（昭和58年） - 株式会社中川政七商店が設立される [11]。
- 1985年（昭和60年） - 麻小物の小売店舗「遊 中川 本店」をオープン [8][12]。
- 1988年（昭和63年） - 奈良県より依頼を受け「なら・シルクロード博」に出展 [8]。
- 2001年（平成13年） - 東京都にアンテナショップ「遊 中川 Tokyo恵比寿店」をオープン [8]。
- 2002年（平成14年） - 後継者である中川淳が富士通を退社し、中川政七商店に入社する。この時、中川政七商店には生産管理の概念が存在しなかったことに中川は驚いた[3][13]。一例をあげると、「製造に手間がかかる」という理由で売れ筋商品の製造量を減らし、売れない商品ばかり生産されていたという[13]。また、「企業ビジョン」もなく、問屋から言われるままに工芸品を生産するだけで「経営」も存在しなかった[13]。中川は、2003年に自社ブランド「粋更kisara」を立ち上げ、顧客に「美しい暮らし」を届けることを目標にデザインやコピーに反映させると共に、全国の商業施設に自社店舗を出店した[13]。
- 2003年（平成15年） - 中川淳（13代）が直営店の出店を強化し、SPAの業態を確立。ブランド「粋更kisara」を発表[8][14]。
- 2008年（平成20年） - 中川は十三代・中川政七の名跡を継いで社長就任し、麻織物の製造卸売業から生活雑貨工芸品の製造小売業へと業態転換を図る[3]。工芸業界初の製造小売業態が評価され、2015年度ポーター賞を受賞する[4]。『奈良の小さな会社が表参道ヒルズに店を出すまでの道のり。』を出版[8]。「花ふきん」が、2008年度グッドデザイン金賞を受賞[15][16]。なお、中川が社長に就任してから2016年までで、売上高は10倍以上に増えている[5][3]。
- 2010年（平成22年） - 奈良市東九条町に新社屋が完成。2010年度グッドデザイン賞受賞[17]。「日本市」「中川政七商店」の2ブランドを発表[8]。
- 2011年（平成23年） - 合同展示会「大日本市」を開催[8]。靴下のファクトリーブランド「2&9」を発表[18]。
- 2013年（平成25年） - ハンカチブランド「motta」を発表。東京都に初の大型店舗「中川政七商店 東京本店」をオープン[8]。
- 2016年（平成28年） - 創業300周年事業として、合同展示会「大日本市博覧会」を開催[8]。中川淳（13代）が中川政七を襲名した[19]。東京オフィスを設立。奈良の本社と行き来が増えたことから、書類のペーパーレス化を推進する[8][3]。
- 2018年（平成30年） - 千石あや（14代）が社長就任[8]。創業家（中川家）以外から初めて社長となった[20]。

## 事業内容

### 製造小売事業[21][22]
生活雑貨の企画・製造を行う。全国の工芸家や生産者と直接取引することで、品質重視の商品を製造。「日本の工芸を元気にする！」のビジョンと、「下請け型に頼らないものづくり」を掲げて、複数の自社ブランドを展開している。

### 教育事業[23][22][24][25]
ブランディング経営に関する講演・教育を行う。主なサービスは「講演」「経営とブランディング講座」「茶論（さろん）」等。
「講演」は、中川政七商店のコンサルティング事業や、地域活性事業の実績に基づいた内容。老舗である同社のノウハウを題材に、全国各地で開催される。
「経営とブランディング講座」は、中川政七（13代）の著書『経営とデザインの幸せな関係』を教材とした、全6回の講座。ブランディング経営を実践的に学ぶ。
「茶論（さろん）」は、同社と関係の深い茶道文化を伝える取り組み。初心者も含め、現代人が日常生活の中でお茶に触れ、茶道文化の入り口となるよう設計されている。

### コンサルティング事業[26][27][28][29]
コンサルティングの他、卸売・販売支援を行う。コンサルティング後の事業者向けに、販路開拓を目的としたブランド商品の卸販売や、合同展示会「大日本市」の開催等を実施。
「大日本市」は、中川政七商店の販売支援事業の一つ。市場の活性化を狙い、生産者・小売店にマッチングの場を提供している。出展メーカーのメリットを重視したイベント規模や、商談性の高さが特徴。また、経済的に困難な状況にあるメーカーへの支援策として、什器の貸し出しや無料出展者の選出等を実施している。会場ではブース出展の他、メディア発表、トークイベント、展示等が行われる。

#### コンサルティング実績（事業者一覧）
- 有限会社 マルヒロ
- 堀田カーペット株式会社
- 株式会社 タダフサ
- 株式会社バッグワークス
- 有限会社 みさ和
- 有限会社サイフク
- 株式会社 漆林堂
- 合同会社上出瓷藝
- 株式会社山のくじら舎
- カジレーネ株式会社
- 名尾手すき和紙株式会社
- 株式会社 堀内果実園
- TAISEI株式会社
- 合資会社鶴屋菓子舗
- 鍋島焼窯元 虎仙窯
- 株式会社負野薫玉堂
- 川原食品株式会社
- 有限会社甘養亭
- 株式会社蔵出しめんたい本舗
- 有限会社篠原渓山
- 株式会社髙儀
- 株式会社IIE
- 和布刈神社
- 丸秀醤油株式会社
- 有限会社平川食品工業

#### 合同展示会「大日本市」イベント実績

##### 第1回（2018年2月開催）
- 会場 - amana 海岸スタジオ
- 出展者数 - 52ブランド
- 来場者数 - 1,900人

##### 第2回（2018年8月開催）
- 会場 - B&C Hall
- 出展者数 - 46ブランド
- 来場者数 - 1,900人

##### 第3回（2019年2月開催）
- 会場 - B&C Hall
- 出展者数 - 43ブランド
- 来場者数 - 2,100人

##### 第4回（2019年9月開催）
- 会場 - B&C Hall
- 出展者数 - 57ブランド
- 来場者数 - 2,600人

##### 第5回（2020年2月開催）
- 会場 - B&C Hall 天王洲アイル
- 出展者数 - 54ブランド
- 来場者数 - 3,000人

##### 第6回（2020年11月開催）
- 会場 - オンライン

##### 第7回（2021年6月開催）
- 会場 - WHAT CAFE、E Hall
- 出展者数 - 65ブランド
- 来場者数 - 1448人

##### 第8回（2022年2月開催）
- 会場 - イベントスペースEBiS 303 3階
- 出展者数 - 73ブランド
- 来場者数 - 1343人

##### 第9回（2022年9月開催）
- 会場 - イベントスペースEBiS 303 3階
- 出展者数 - 74ブランド
- 来場者数 -

##### 第10回（2023年2月開催）
- 会場 - イベントスペースEBiS 303 3階
- 出展者数 - 78ブランド
- 来場者数 - 2,337人[30]

### 地域活性事業[31][22][32][33]。
産地の活性化を目的としたイベント、メディアの企画・運営を行う。産地巡回型の工芸祭典「大日本市博覧会」、観光地の工芸品販売を促進する「日本市プロジェクト」等。
「大日本市博覧会」は、主に日本の伝統工芸を取り扱う、ものづくりの魅力発信がテーマのイベント。工芸産地とのコラボレーションによって、工芸の再評価や全国の産地への集客を目指す。会場では工芸品の販売の他、制作を体験できるワークショップや、職人のトークショー等が行われる。初回となる2016年度には、東京都、岩手県、長崎県、新潟県、奈良県の5地域で、1年間にわたり開催された。
「日本市プロジェクト」では、中川政七商店が全国各地の産地で土産もののプロデュースを行う。同社が工芸メーカーと小売店を仲介することで、現地の商品を現地で販売するスタイルを確立。その土地ならではの魅力的な商品を開発し、旅行客を呼び込むブランディング施策によって、産業観光への貢献を狙う。なお、同社のパートナーシップ事業者は「仲間見世」と呼ばれる。
RENEW×大日本市鯖江博覧会
- 開催期間 - 2017年10月12日～15日
- 開催場所 - 福井県鯖江市河和田地区および周辺地域
- 来場者数 - 3日間で延べ42,000人
- メディア掲載実績 - 約5カ月間で累計122媒体

RENEW×大日本市鯖江博覧会 vol.2
- 開催期間 - 2020年10月7日〜9日
- 開催場所 - 福井県鯖江市・越前市・越前町全域

こもガク×大日本市菰野博覧会
- 開催期間 - 2018年10月12日～14日
- 開催場所 - 三重県三重郡菰野町および周辺地域
- 来場者数 - 3日間で延べ36,000人
- メディア掲載実績 - 約3カ月間で累計57媒体

「日本市プロジェクト」実績（事業者一覧）
- 太宰府みやげ
- えすこ
- 函と館
- ゑびや商店/ゑびや大食堂

## ブランド
中川政七商店
家や生活に根差した暮らしの道具の製造・販売
遊 中川
日本古来の技術、素材、意匠を現在の感覚に合わせた布製品の製造・販売
日本市
日本の各地の工芸品や、その土地ならではのモチーフの土産物を取り扱う
motta
ハンカチのブランド。2021年11月3日にリブランディング
2&9
「リピートしたくなるくつした」がコンセプトの靴下のファクトリーブランド
花園樹斎
「“お持ち帰り”したい、江戸の園芸」をコンセプトに、日本の園芸文化の楽しさを再構築した植物ブランド
更麻（さらさ）
麻のインナーブランド
茶論
「以茶論美（茶を以て美を論ず）」をコンセプトとした、中川政七商店グループの茶道ブランド
粋更kisara
ライフスタイルブランド

## テレビ番組
- 日経スペシャル カンブリア宮殿（テレビ東京）
  - 消滅寸前...日本の伝統のものづくり企業を次々再生！ 300年企業が挑む"新・ブランド創出術"（2014年1月30日）[35]
  - 日本の工芸を元気に！ 業界異端児が仕掛ける工芸ニッポン再生術（2021年7月8日）[36]

## 書籍

### 関連書籍
- 『世界一の金属の町燕三条の刃物と金物 暮らしの道具135選』（編者:中川政七商店）（2016年10月1日、平凡社）ISBN 9784582247329
- 『中川政七商店でみつけた、あたりまえの積み重ね』（著者:中川みよ子）（2017年7月21日、PHP研究所）ISBN 9784569838380
- 『中川政七商店が18人の学生と挑んだ「志」ある商売のはじめかた』（著者:中川淳）（2023年3月25日、日経BP社）ISBN 9784296200740
- 『中川政七商店とつくる心地好い暮らしBOOK』（編者:宝島社）（2023年8月4日、宝島社）ISBN 9784299040220